# مسلسل حريم الشاويش
حريم الشاويش مسلسل سوري من البيئة الشامية يحكي عن حب المال وقضايا الناس البسيطه والمعقده في حلولها وعن حياه اخوين اثنين اسمهما فكري وأبو فارس. وهو من تأليف هاني زينب وإخراج أسعد عيد. 

## القصة
تدور أحداث المسلسل حول حب المال والسيطرة وقضايا الناس الاجتماعية البسيطة والمعقدة في حلولها، وما يعكر صفو الحياة لأشخاص كانوا محرك الشر والخير في حياة أناس آخرين.

## طاقم العمل
- زهير رمضان:بدور الشاويش فكري
- رضوان عقيلي:بدور أبو فارس
- علي كريم:بدور المختار أبو طلعت
- محمد خير الجراح:بدور زكو
- سعد مينه:بدور عزو
- عبد الفتاح المزين: بدور الباشا
- اندريه سكاف: بدور اليوزباشي نشئت
- عبير شمس الدين: بدور حكمت زوجه شاويش فكري.
- نزار أبو حجر: بدور أبو شكور
- عاصم حواط: بدور شكور
- فاتن شاهين: بدور ام العريف
- سوسن أبو عفار: بدور زوجه أبو شكور
- خلود عيسى: بدور شكريه ابنه أبو شكور
- أماني الحكيم: بدور ام طلعت
- عهد ديب: بدور فريال زوجه الشاويش فكري
- رشا ابراهيم: بدور افتكار زوجه الشاويش فكري
- طوني موسى: بدور الناطور أبو نچله
- دانا جبر: بدور زهور بنت الناطور أبو نچله
- مي مرهج: بدور بنت الناطور أبو نچله/زوجه الباشا
- جيني اسبر: بدور بنت الباشا
- تولاي هارون: بدور دايه الحارة
- غادة بشور: بدور زوجه أبو فارس
- وسيم الرحبي: بدور فارس
- وليد حصوة: بدور صبحي
- إيمان عبد العزيز: بدور ام عزو
- حسام عيد: بدور الشاويش فهيم
- نيرمين شوقي:بدور عزميه بنت الشاويش
- رياض نحاس: بدور أبو رشيد
- مرح ديوب: بدور لطفيه
- ماريا رحماني: بدور عزميه
- ريم عبد العزيز: بدور ام نچله
- سعيد عبد السلام: بدور والد الشاويش فكري المتوفي ياتي بالتخيلات/التذكرات